# Севрюк, Александр Александрович
Александр Александрович Севрюк (1893, Киев — 26/27 декабря 1941, близ Франкфурта-на-Одере) — украинский общественный и политический деятель.

## Биография
Родился в Киеве в мещанской семье.
Учился на юридическом факультете Петербургского технологического института, курса не окончил, входил в студенческую громаду. Член партии эсеров.

### Государственная служба
В 1917 году — член Центрального комитета Украинской партии социалистов-революционеров, член Центральной Рады. Возглавлял список УПСР на выборах во Всероссийское Учредительное собрание, партия получила 7,7 % голосов (3 место).
15 января 1918 года был назначен главой делегации Украинской Народной Республики (УНР) на переговорах с представителями Центральных держав в Брест-Литовске. Первым от имени УНР подписал Брестский мирный договор.
В феврале—апреле 1918 года — посол УНР в Германии, с апреля 1918 года дипломатический представитель Украинской державы в Румынии. После падения гетманата уехал в Лозанну, где познакомился с Владимиром Степанковским и женился на сестре его жены.
В апреле—июле 1919 года возглавлял украинскую военную миссию в Италии. В задачу Севрюка входило возвращение на Украину бывших военнопленных австро-венгерской армии украинской национальности.
Член украинской делегации на Парижской мирной конференции.

### Эмиграция. Сотрудничество с чекистами и нацистами
В 1920 году эмигрировал во Францию. Жил в Париже, где неудачно пытался заниматься торговлей. Принадлежал к Сменовеховецам. В 1928 году побывал в СССР. Агент Иностранного отдела ОГПУ, однако официально был лишён советского гражданства.
C 1928 года жил в Берлине. Референт А. Розенберга по украинским делам, сотрудник министерства авиации Германии. В Берлине — сотрудник гестапо. Был информатором отдела II A 3 полиции безопасности рейха. Вступил в НСДАП. На протяжении многих лет он служил советником при генеральном штабе, правительстве Германии, затем в ведомстве Альфреда Розенберга.
До вторжения в Россию главной работой Севрюка была координация деятельности разношерстных украинских организаций — при этом сам он ни к одной из них не принадлежал, — а также передача инструкций и указаний. В 1940 году ему удалось объединить практически все украинские организации мира под эгидой берлинского «Провода».
Погиб в результате железнодорожной катастрофы вместе с рядом руководителей рейха.

## Произведения
- Берестейський мир 9.ІІ.1918 (Уривки зі споминів) (укр.) // Українські Вісти  / ред. И. Л. Баршак. — Париж, 1927. — С. 19—22.